# Замок Элваш
Замок Элваш (порт. Castelo de Elvas) — средневековый замок во фрегезии Алкасова, около города Элваш округа Порталегри Португалии. Возведенный на вершине холма замок занимает доминирующее положение над городом и рекой Гвадиана. В настоящее время считается одним из лучших образцов эволюции военного зодчества в стране.

## История
Археологические исследования показывают, что освоение человеком данной территории началось со строительства галло-кельтского городища, впоследствии занятого римлянами. Городище росло по мере активизации торговли между севером и югом полуострова и получило название Helvas. Позже поселение было захвачено вестготами, а в 714 году — мусульманами, которые возвели первые два пояса стен вокруг деревни.
Во время Реконкисты на Пиренейском полуострове португальский полководец Жералду Бесстрашный занял деревню (ок. 1166). Вскоре она была отбита маврами, вернулась в португальские руки в 1220 году, но затем снова попала под власть мавров. Только в 1226 году Элваш окончательно перешел в руки португальцев. Саншу II (1223—1248) предсотавил Элвашу фуэрос (май 1229) и дал указание возвести замок и стены вокруг деревни. По данным хроник, строительные работы были завершены уже в 1228 году.

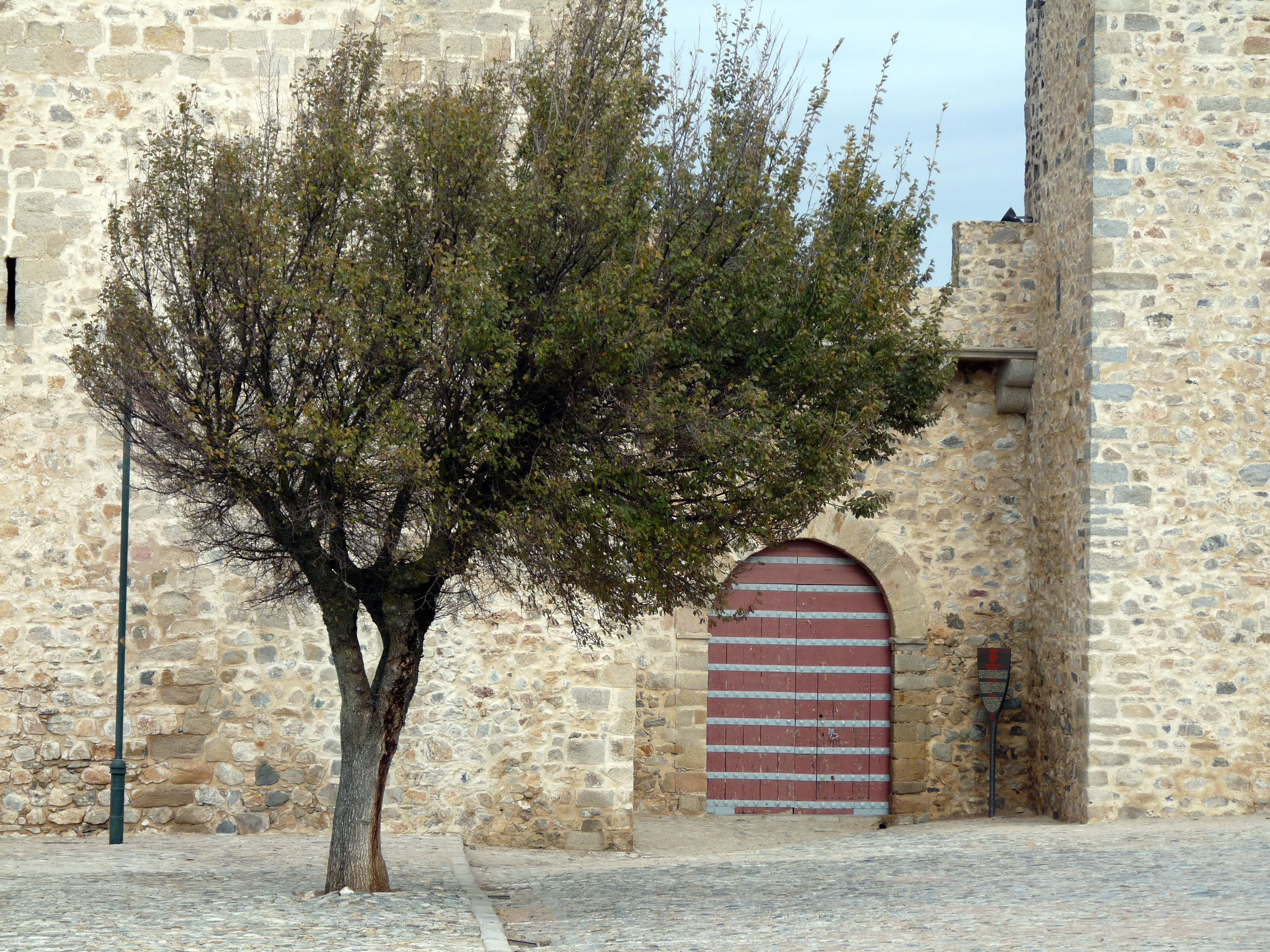
Ворота замка.

Фернанду I (1367—1383) приказал возвести третье кольцо стен, усиленных башнями. Король Мануэль I (1495—1521) возвел Элваш в статус города (1513).
К XVI веку Элваш имел превосходную оборонительную систему с тройным кольцом стен, двадцать двумя башнями, одиннадцатью воротами и барбаканом.
Во время кризиса 1383—1385 годов мэр Элваша поддержал королеву Беатрис и Кастилию. Однако население во главе с Жилем Фернандешом напало на замок и арестовало мэра. Фернандеш присягнул на верность Жуану I, из-за чего летом 1385 года Элваш двадцать пять дней находился в осаде со стороны кастильских войск, но героически выстоял.
В XVII веке укрепления Элваша были модернизированы с учетом роста мощи артиллерии. Получившаяся в результате модернизации новая линия стен была усилена многоугольным бастионом, полностью завершенным лишь в первой декаде XVIII века. Превратившийся в полноценную крепость Элваш выдержал испанскую осаду в 1658 году и способствовал победе португальцев над испанцами в битве при Элваше 14 января 1659 года.

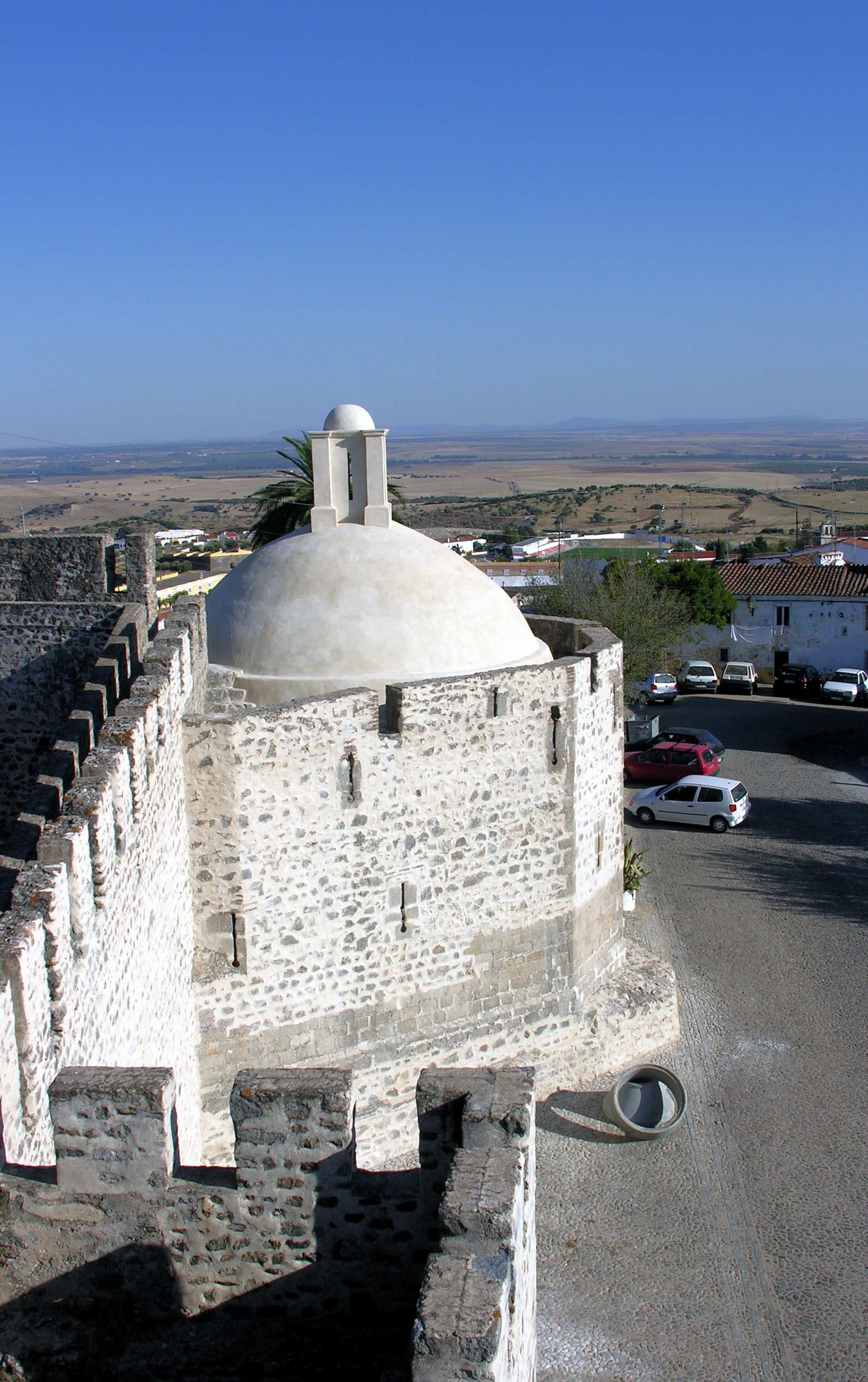
Многоугольная башня.

Замок Элваш стал первым объектом, объявленным национальным памятником Португалии (по указу от 9 октября 1906 года). Благодаря регулярным реставрационным работам на сегодняшний день Элваш и его замок представляют собой один из самых востребованных туристических объектов.

## Архитектура
Замок стоит на высоте 320 метров над уровнем моря. В целом в его архитектуре выделяют элементы различных исторических периодов. Самым древним его элементом являются три оборонительных линии, сохранившихся с мусульманских времен. Внешняя линия стен более поздняя, времен Фернанду I. Она усилена двадцатью двумя башнями и барбаканом и первоначально имела одиннадцать ворот (после перестройки в XVII веке остались три — в сторону Эворы, Оливенсы и Сан-Висенте).
Средняя линия стен была частично разрушена в результате расширения города. Внутренняя линия обороны расположена на вершине холма и включает собственно четырехугольный замок, модернизированный при Мануэле I, и стены с двумя квадратными башнями. Над воротами донжона сохранился герб короля Жуана II. Оборону крепости усилила многоугольная башня с бойницами и полусферическим куполом.